# جوزيف جاي كاتس
جوزيف جاي كاتس (بالإنجليزية: Joseph J. Katz)‏ هو كيميائي أمريكي، ولد في 19 أبريل 1912 في ديترويت في الولايات المتحدة، وتوفي في 28 يناير 2008 في هايد بارك في الولايات المتحدة.